# Sergej Filin
Sergej Jur'evič Filin (in russo Серге́й Ю́рьевич Фи́лин?; Mosca, 27 ottobre 1970) è un ballerino e direttore artistico russo.

## Biografia
Nato a Mosca, Filin ha studiato all'Accademia statale di coreografia di Mosca e nel 1988 si è unito al corps de ballet del Balletto Bol'šoj. Due anni dopo fu promosso a primo ballerino del Bol'šoj, danzando anche con la compagnia della Wiener Staatsoper con partners del calibro di Nina Ananiashvili, Svetlana Zacharova e Natal'ja Osipova. Nel 1994 vinse il Prix Benois de la Danse. Al Bol'šoj ha danzato molti dei grandi ruoli maschili del repertorio classico, tra cui quelli di Romeo in Romeo e Giulietta, Siegfried ne Il lago dei cigni, Albrecht in Giselle, lo schiaccianoci ne Lo schiaccianoci, Désiré ne La bella addormentata, James ne La Sylphide, Solor ne La Bayadere, Jean de Brienne in Rajmonda, il principe nella Cenerentola e Konrad ne Le Corsaire. Nel 2004 si infortunò in scena, un incidente che lo costrinse a sospendere momentaneamente la sua carriera di ballerino, che riprese nell'autunno del 2005.
Il 18 marzo 2011 fu nominato direttore artistico del Balletto Bol'šoj, una posizione che mantenne fino al 2016. Durante questo periodo Filin curò diverse tournée internazionali della compagnia a Parigi, Londra, Giappone e America del Nord. Precedentemente era stato direttore artistico del Stanislavski and Nemirovich-Danchenko Theatre, mentre dal 2017 è il direttore del Programma per i Giovani Artisti del Bol'šoj.
Il 17 gennaio 2014 Filin fu vittima di un'aggressione con acido che gli procurò ustioni di terzo grado sul volto e il collo, rischiando anche di perdere la vista. Le indagini della polizia portarono all'arresto di Jurij Zaruckij, che era stato ingaggiato dal ballerino del Bol'šoj Pavel Dmitričenko per aggredire Filin. Zaruckij, Dmitričenko ed Andrej Lipatov furono dichiarati colpevoli a processo e condannati a sei anni di carcere.
Filin è sposato con la ballerina Maria Prorvič.